# Böhmite
La böhmite è un minerale.